# Jorge Ortiz García
Jorge Ortiz García (Quito, Ecuador, 1952) es un licenciado en leyes y periodista ecuatoriano, que lleva activo en los medios de comunicación desde 1972.
Ortiz tiene una licenciatura en leyes de la Universidad Católica del Ecuador y estudió sociología en la American University de Washington. Ha trabajado en Diario El Comercio, la Agencia Alemana de Noticias, Ecuavisa (1990-1999) y Teleamazonas (2001-2010). Desde 1995 colabora en la Revista Mundo Diners (Ecuador) con artículos de política internacional. Durante los últimos años ha prestado sus servicios periodísticos de entrevistas en FM Mundo con el programa Decisiones que se re transmite a través de las distintas platadormas digitales.
Su actitud crítica le ha llevado a tener serias discrepancias con varios presidentes ecuatorianos, como Abdalá Bucaram, Jamil Mahuad, Lucio Gutiérrez, Gustavo Noboa, y Rafael Correa.

## Publicaciones
Ortiz ha publicado varias decenas de artículos de opinión y reseñas sobre política y relaciones internacionales. Su trabajo se caracteriza por recoger episodios curiosos o relevantes de la historia humana de forma sintetizada y de fácil comprensión. Varios de sus libros han compilado estos relatos, entre los que figuran:
En 2014 publicó el libro Relatos para descifrar al mundo, obra en la que se compilan 50 historias de la historia universal.
En 2016 publicó el libro Historias del mundo, en este compila 11 textos cortos sobre la prehistoria y 39 relatos de estilo periodístico de epìsodios históricos.
En 2024 publicó el libro Crónicas prodigiosas: relatos para impedir el olvido, en el cual relata episodios de la historia universal a través de 64 textos breves de distintas civilizaciones y culturas del mundo.